# Changabang
Der Changabang ist ein 6864 m hoher Berg im Garhwal-Himalaya in Uttarakhand in Indien. 
Er befindet sich zusammen mit anderen Sechstausendern in unmittelbarer Nähe des zweithöchsten Bergs Indiens, dem Nanda Devi. Der Changabang ist verglichen mit seiner Umgebung kein besonders hoher Berg, doch nimmt er aufgrund seiner außergewöhnlichen Steilheit eine Sonderrolle ein und ist wegen der großen Schwierigkeiten bei seiner Besteigung bei Extrembergsteigern ein begehrtes Ziel. Schon 1937 bezeichnete ihn Frank Smythe als „a peak that falls from crest to glacier in a wall that might have been sliced in a single cut of a knife“.

## Ersteigungsgeschichte
- 1883 reklamierte W. W. Graham die Erstbesteigung des Changabang für sich, was aus heutiger Sicht jedoch als sehr unwahrscheinlich erscheint.
- Der Changabang wurde am 4. Juni 1974 von Doug Scott, Dougal Haston, dem Expeditionsleiter Chris Bonington und einigen weiteren Bergsteigern über die leichtestmögliche Linie, die Ostwand und den Nordostgrat, erstbestiegen.

Andere Routen, die am Changabang geklettert wurden, zählen zum Schwierigsten, was im Himalaya-Bergsteigen überhaupt bisher geschafft wurde, so z. B.: 
- Die Westwandroute (VI/A2) von Peter Boardman und Joe Tasker aus dem Jahr 1976, die in einer 25-tägigen Marathonbesteigung im Bigwallstil durchgeführt wurde und einen Markstein in der Geschichte des Himalaya-Bergsteigens darstellt.
- Ebenfalls 1976 bestieg eine japanische Gruppe unter Naoki Toda den Changabang über den Südwestgrat unter Verwendung von Fixseilen.
- 1978 wurde der Südpfeiler (VI/A3) von Alex McIntyre, John Porter, Wojciech Kurtyka und Krzysztof Żurek in acht Tagen erstbestiegen. Der Abstieg erfolgte in zwei Tagen über den Ostgrat.
- 1981 bestieg eine achtköpfige italienische Expedition den Changabang über den Südgrat unter Verwendung von Fixseilen, Ugo Manera und Lino Castiglia erreichten den Gipfel.
- von 1982 bis 1995 war der Gipfel durch die indische Regierung gesperrt.
- 1997 eröffneten Andy Cave, Mick Fowler, Steve Sustad und Brendan Murphy eine neue extreme Route durch die 1600 m hohe Nordwand des Berges. Während des Abstiegs wurde Murphy von einer Lawine erfasst und kam ums Leben.
- 1998 stieg eine fünfköpfige amerikanisch-russische Gruppe unter Carlos Buhler in 16 Tagen durch die zentrale Nordwand.
- Am 12. Oktober 2006 kam es erneut zu einer Tragödie, als die beiden mexikanischen Kletterer Andrés Delgado und Alfonso de la Parra den Changabang über eine neue Route bestiegen und beim Abstieg in einen Sturm gerieten. Sie sind seither vermisst.
- Zahlreiche Expeditionen scheitern aufgrund der hohen Schwierigkeiten am Changabang, so z. B. der deutsche Bergführer David Göttler, der an diesem Berg schon zweimal erfolglos blieb (u. a. bei der Trainingsexpedition des DAV 2002).